# Jacob Felländer
Jacob Felländer (né en 1974 à Stockholm) est un photographe suédois.
Il a étudié au Flagler College en Floride et à l'Université d'État de San Diego. Il est spécialisé dans la réalisation de panoramas naturels ou urbains en panographie.
Il est marié à l'actrice Eva Röse.

## Expositions
- Château de Häringe, 2010-2011
- I Want To Live Close To You, Fotografiska, Stockholm, 2011
- Pentimento, Galerie Hamilton, Londres, 2013

## Livres
- (en) Stand Still, Stockholm, 2007 (ISBN 978-91-633-1371-4)
- (en) I Want To Live Close To You, Stockholm, Max Ström, 2011, 62 p. (ISBN 9789171262271, OCLC 732293899)
- (en) Anatomy, GH, 2012 (ISBN 9789187323003)